# Jimmy Andrews
Pour les articles homonymes, voir Andrews.
Jimmy Andrews (né le 1er février 1927 à Invergordon et mort le 12 septembre 2012), est un footballeur écossais reconverti en entraîneur.